# 俄联邦仪器设计局
俄联邦仪器设计局（俄语：АО «Конструкторское бюро приборостроения»，羅馬化：AO Konstruktorskoye byuro priborostroyeniya，也译为KBP图拉仪器设计局）是苏联和俄罗斯的枪炮和反坦克导弹为主的武器设计局。1927年初创于图拉。

## 武器
KBP设计的有如下武器：
- GSh-18半自動手槍
- OTs-33全自動手槍
- PP-90折疊式衝鋒槍
- PP-90M1衝鋒槍
- 9A-91卡宾枪
- A-91突擊步槍
- ADS兩棲突擊步槍
- AK-630多管机炮
- GWS竞技神导向武器系统
- 9K115-2 Metis-M 反坦克导弹（AT-13薩克斯號-2导弹）
- 9M133短號反坦克导弹（AT-14守宝妖精导弹）
- 9K121旋風反坦克導彈（AT-16青蔥导弹）

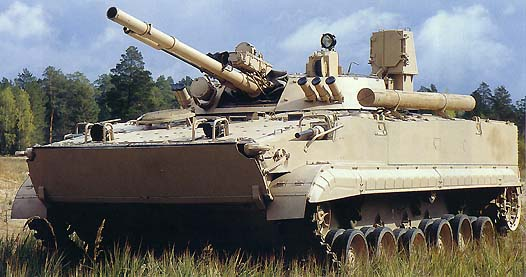
BMP-3

## 体育枪支
中央体育狩猎武器设计（英语：TsKIB COO，俄语: ЦКИБ СОО）是它现在的分支。